# Timimoun
Timimoun (en arabe : تيميمون) est une commune de la wilaya de Timimoun en Algérie. Située entre le Grand Erg occidental, au Nord, et le plateau du Tademaït, au Sud, elle est la principale oasis de la région du Gourara.

## Géographie

### Situation
Le territoire de la commune de Timimoun se situe dans la wilaya de Timimoun. Son chef-lieu est situé à 162 km à vol d'oiseau au nord-est d'Adrar et à 1 216 km par la route au sud d'Alger, à 553 km de Béchar, à 360 km d'El Menia et à 630 km de Ghardaïa.
Timimoun a une situation centrale dans le Gourara, à la limite est du Grand erg occidental.
| Tinerkouk               | Tinerkouk | Hassi Gara (Wilaya de Ghardaïa) |
| Ouled Aïssa, Ouled Saïd | Timimoun  | Hassi Gara (Wilaya de Ghardaïa) |
| Aougrout                | Aougrout  | Aougrout                        |

### Relief, géologie, hydrographie
Timimoun est située à l'ouest du plateau de Tademaït. La ville domine une sebkha qui porte également le nom de Timimoun et qui était selon des écrits anciens, navigable.
Le paysage est le même que les autres oasis du Gourara : un village qui surplombe la palmeraie et qui ouvre sur le bassin sédimentaire de la Sebkha, offrant un panorama sur la partie méridionale du Grand Erg Occidental.

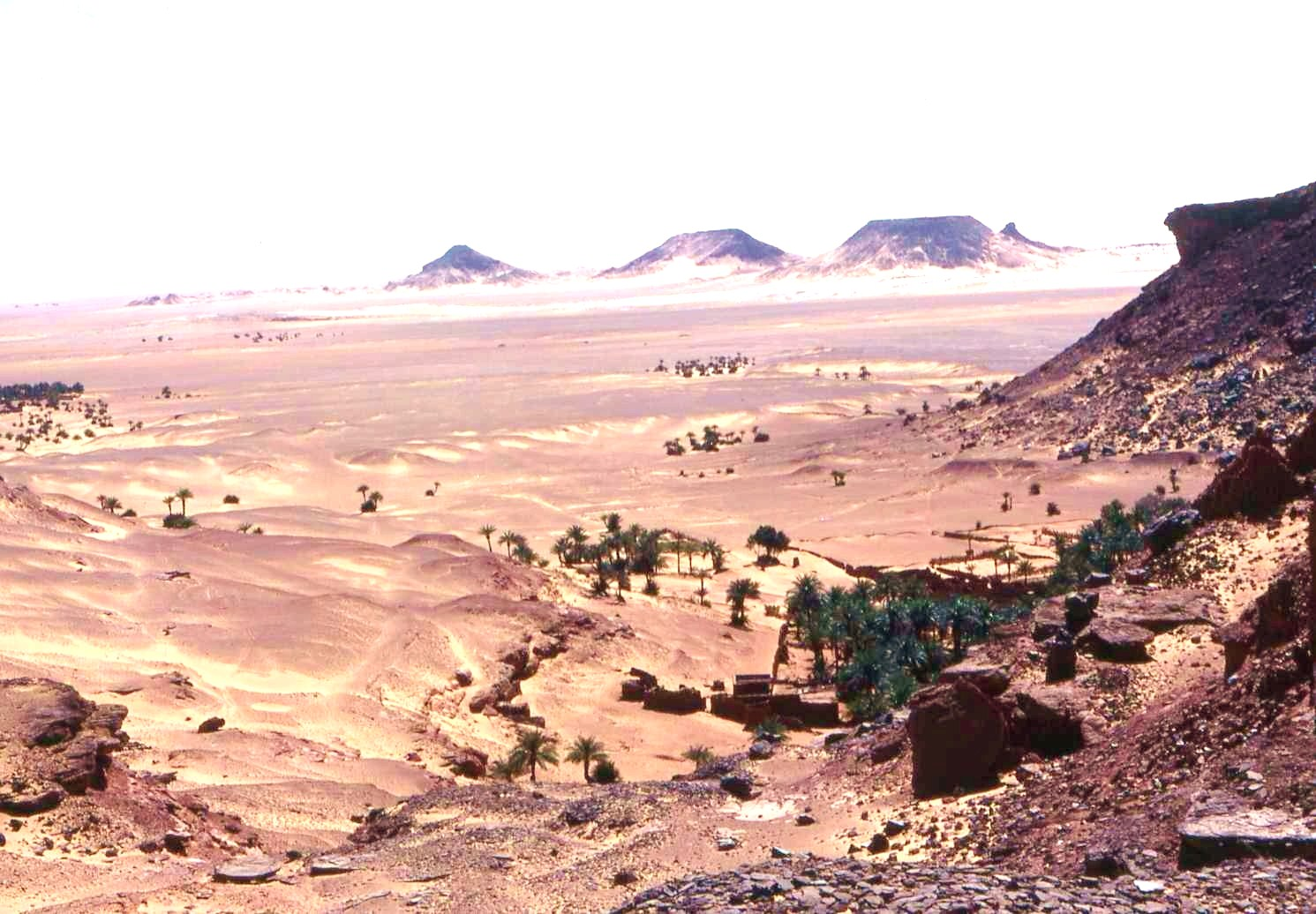
Paysages de Timimoun.
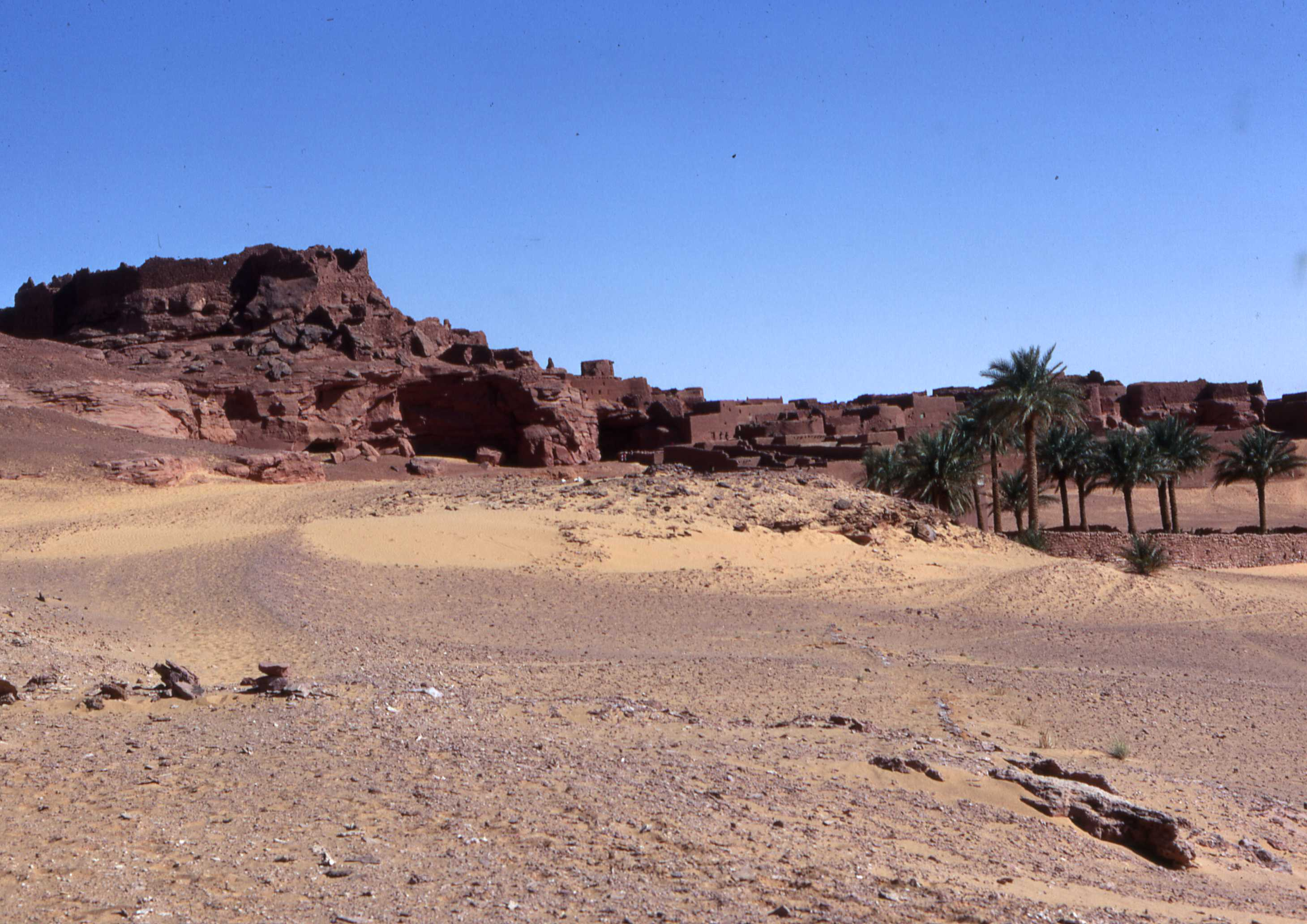
Paysages de Timimoun.
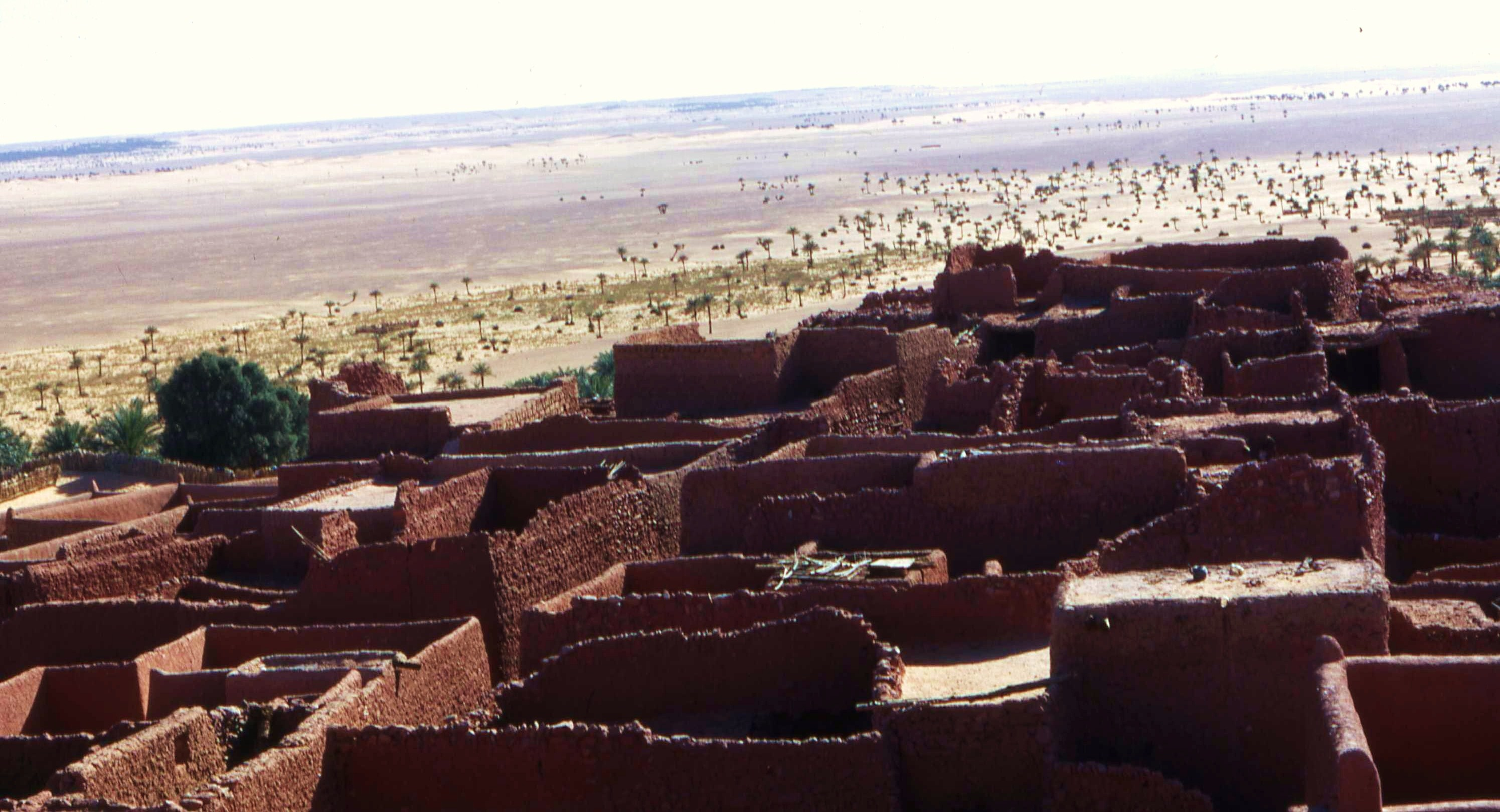
Ksar en ruines de Timimoun.
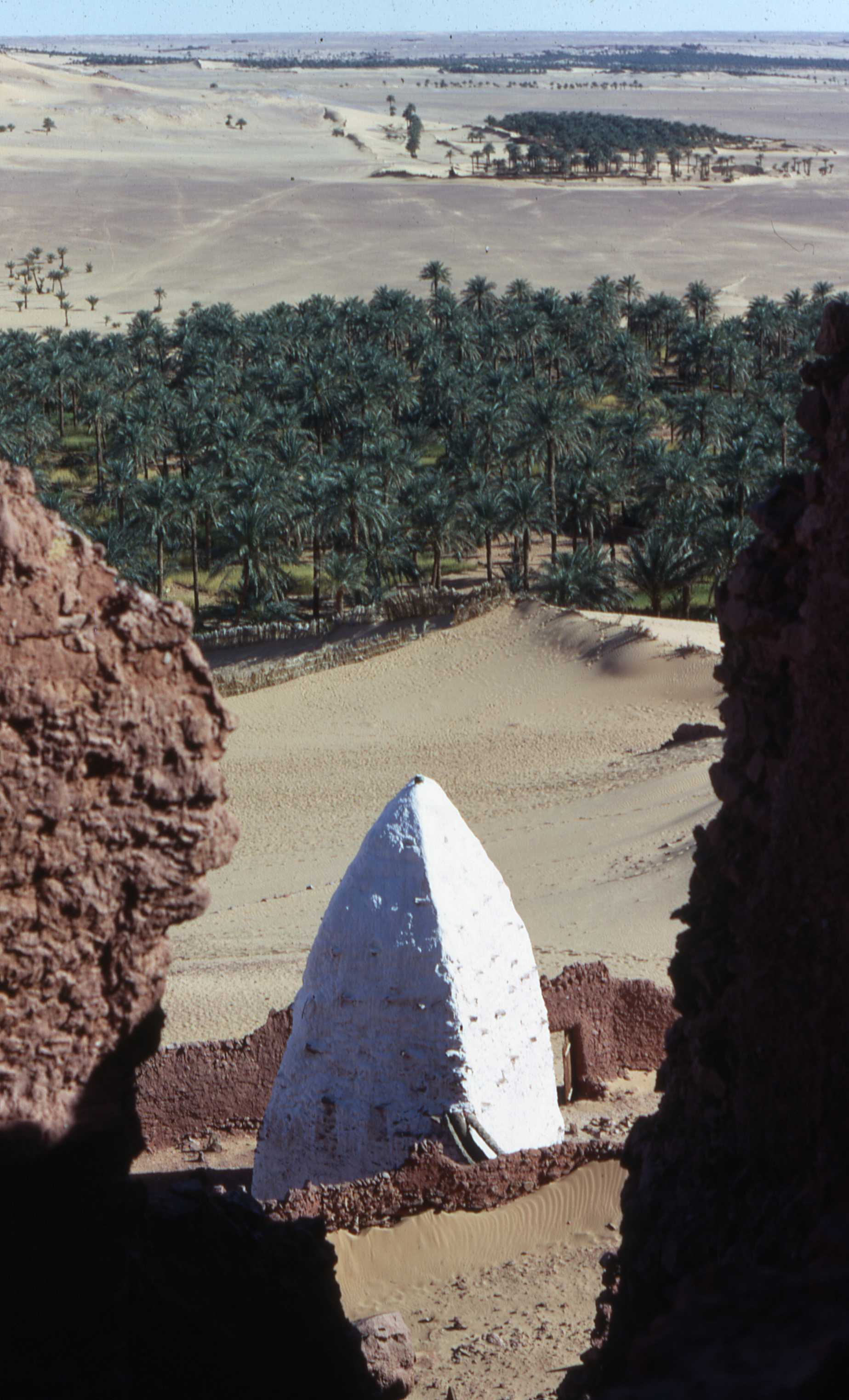
Paysages de Timimoun.

Dans le Gourara, l'eau provient d'ouvrages souterrains, les foggaras pouvant atteindre unitairement plusieurs dizaines de kilomètres.

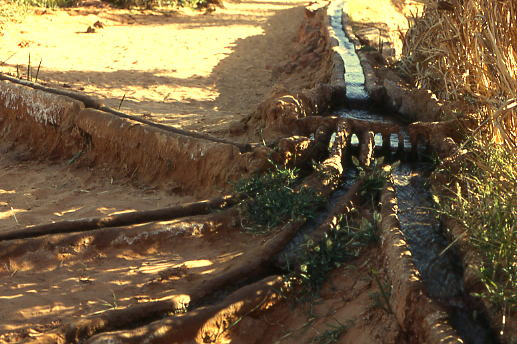
Système d'irrigation traditionnel dans la palmeraie de Timimoun,1971.
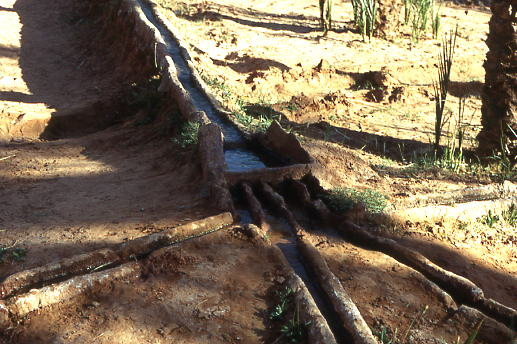
Système d'irrigation traditionnel dans la palmeraie de Timimoun,1971.
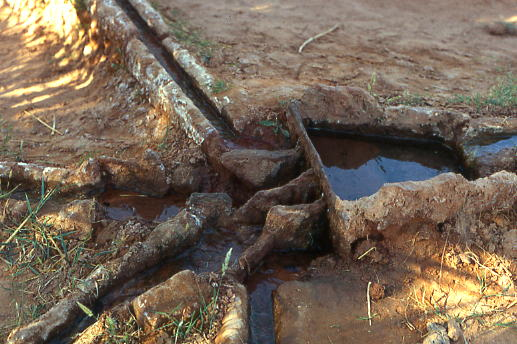
Système d'irrigation traditionnel dans la palmeraie de Timimoun,1971.
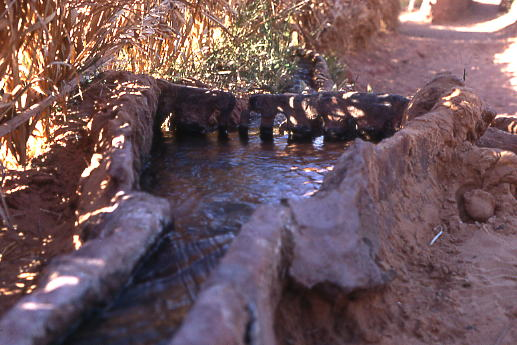
Système d'irrigation traditionnel dans la palmeraie de Timimoun,1971.

### Transports
Timimoun est desservie par un aéroport situé à 4 km au sud-est de la ville.

### Localités de la commune
En 1984, la commune de Timimoun est constituée à partir des localités suivantes :
- Timimoun
- Tala
- Tinoumeur
- Bouyahia
- Ouled Nouh
- Zaouiet Sidi Hadj Belkacem
- Béni Mahlal
- Béni Mellouk
- Ouajda
- Taoursit
- Messahel
- Temana
- Azekour
- Tarouaya Alamellal
- Aghiat Macine El Barka Ouamemi Amakbour
- Amezgar
- Kef Elkasbah
- Kef Elksar
- Béni Guentour Lahmer
- Samjane
- Taounza
- Hiha
- Yakou
- El Kort
- Tilaghmine
- Timazlane
- Béni Aïssi Sidi Mansour Tganet

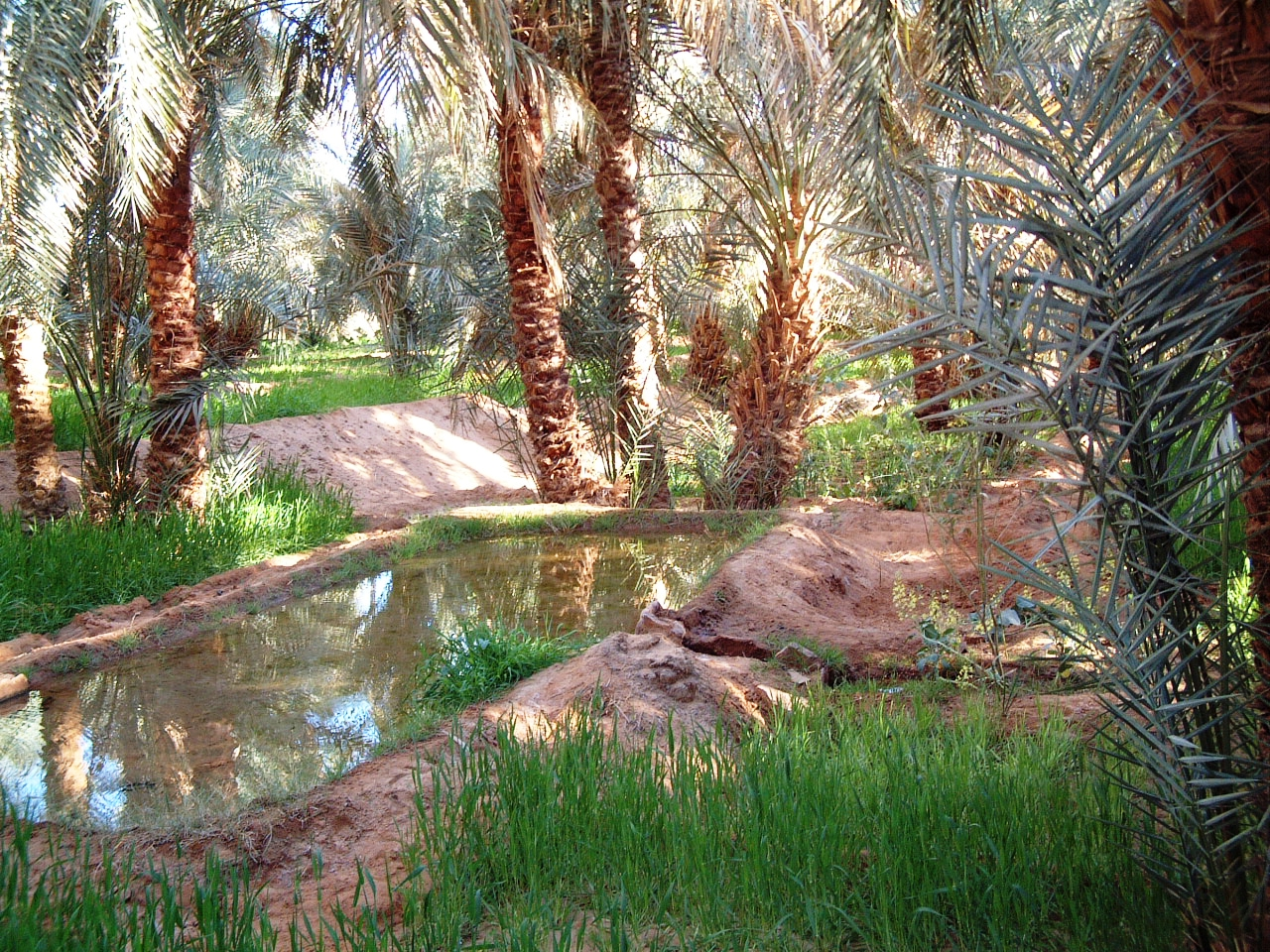
Timimoun, l'oasis.
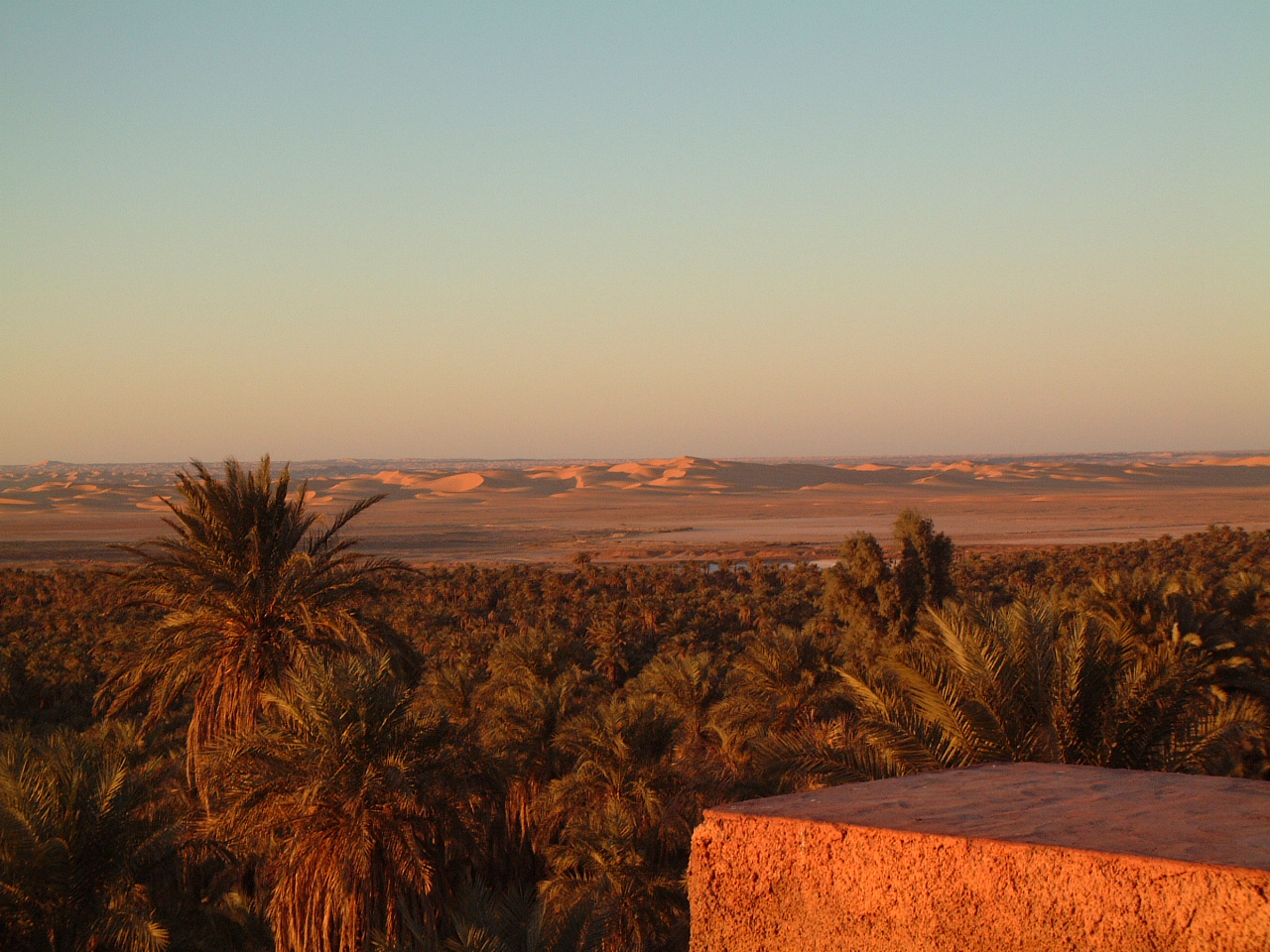
Timimoun, l'oasis, la sebkha et les premiers cordons dunaires du Grand Erg Occidental à la tombée du jour.
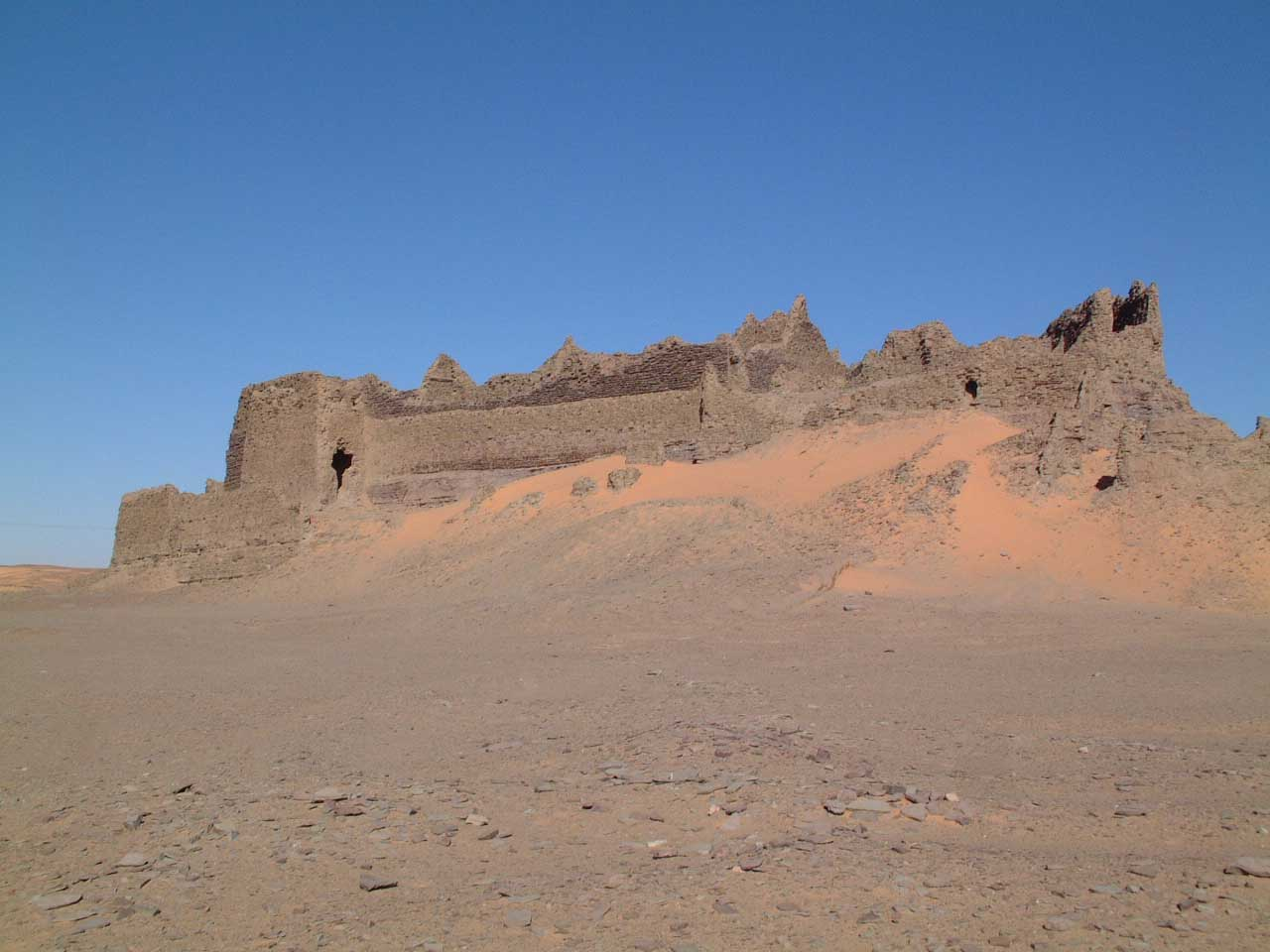
Un vieux Ksar, dans la sebkhra de Timimoun.
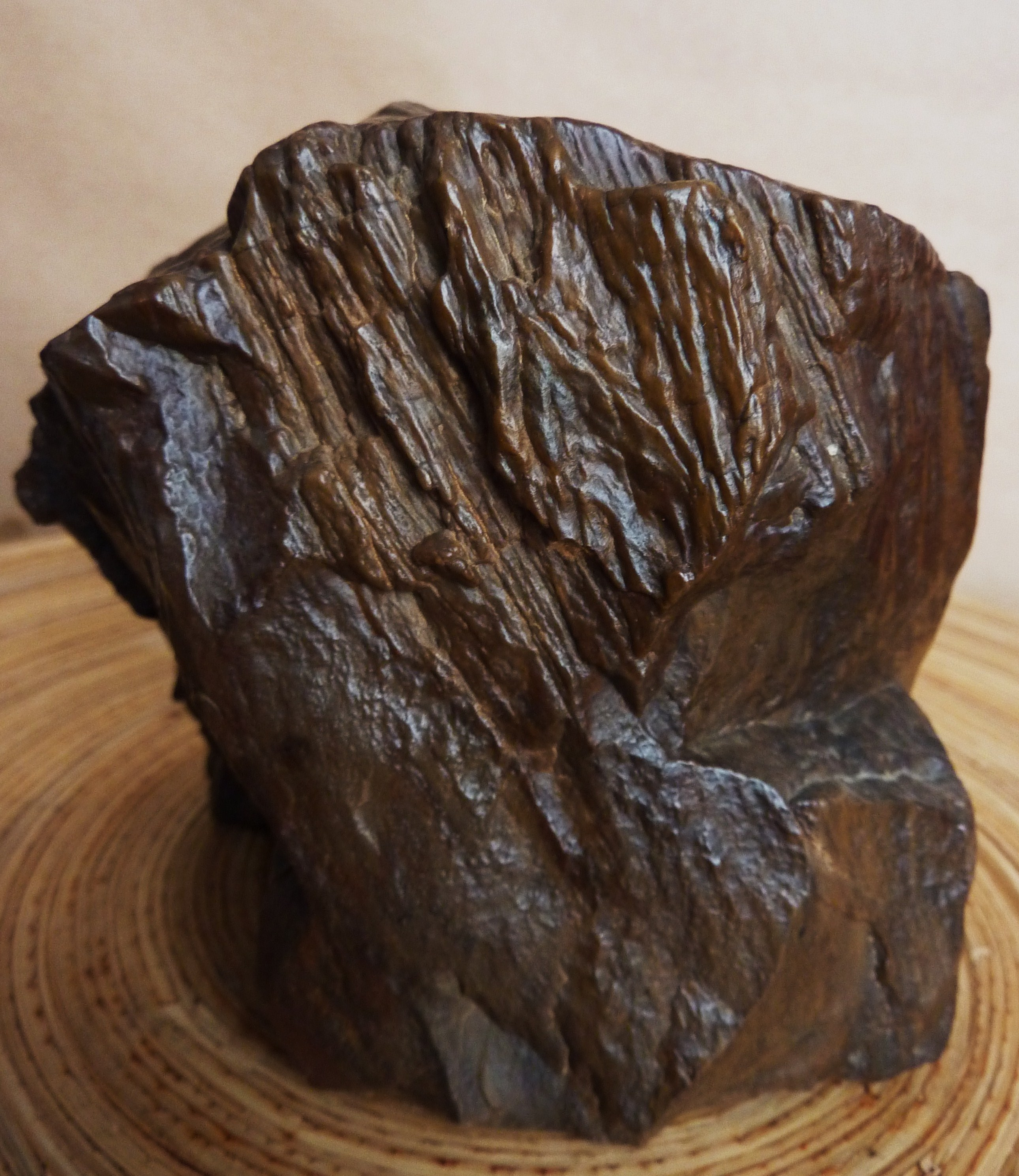
Bois pétrifié, région de Timimoun.

## Histoire

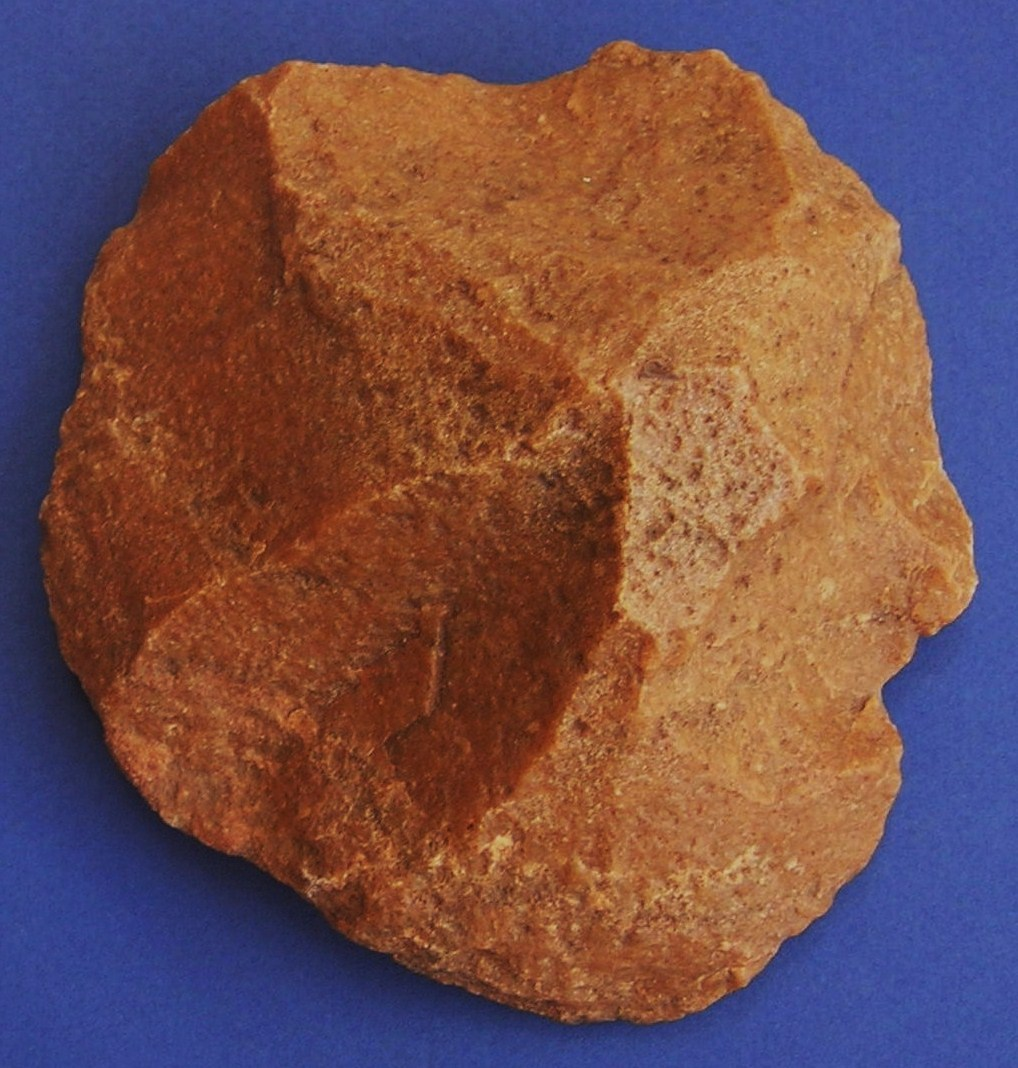
Outil de pierre, alentours de Timimoun

Des œuvres rupestres témoignent d'une occupation humaine de la région dès la préhistoire. Selon les récits oraux, la fondation de la ville de Timimoun remonterait au XIIIe siècle. Selon ces récits, c'est l'un des saints personnages de la région, Sidi Musa U-Lmesaud, qui aurait rassemblé les habitations dispersées sur le site pour en faire un ksar, protégé par des murailles.
Timimoun était le centre commercial le plus actif du Gourara, une région particulièrement favorable au commerce entre les nomades des Hautes plaines steppiques oranaises et d'El Menia. Dans cette région, les dattes et les produits des palmeraies étaient échangés contre du blé, du thé, du sucre et du beurre.

## Toponymie

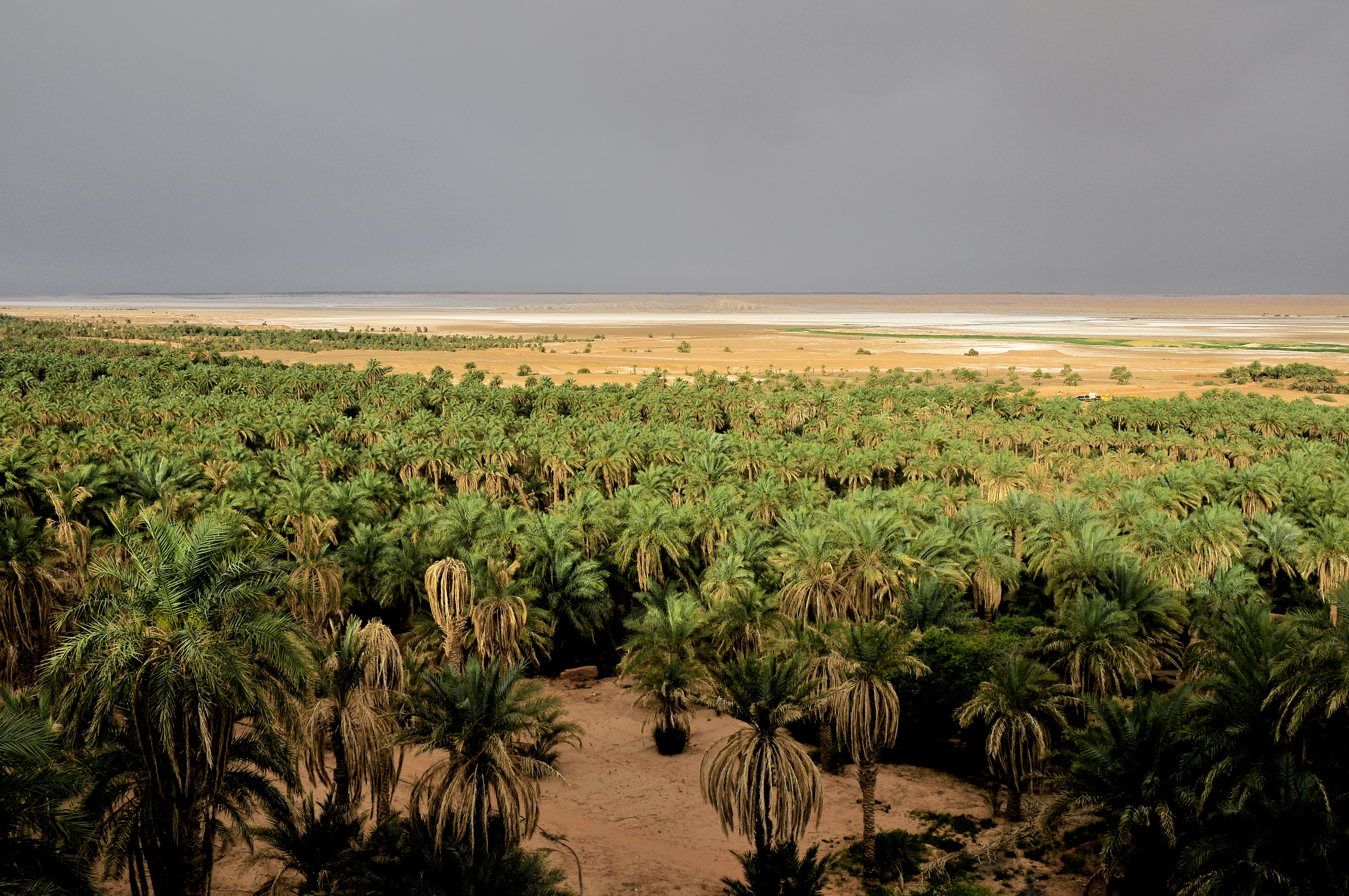
Palmeraie et sebkha de Timimoun.

Selon une tradition, Timimoun porterait le nom d'un de ses anciens habitants que la tradition donne comme israélite Mimoun, Timimoun signifiant tin Mimoun, « celle de Mimoun ». Mais Timimoun est sans doute la forme berbérisée d'un mot arabe, maymun, « heureux », et signifierait « l'Heureuse ». Timimoun désigne également un ensemble de petites oasis, situées le long de la sebkha.

## Administration
Timimoun fait cependant figure de capitale administrative du Gourara depuis le début du XXe siècle, et la décision du gouvernement algérien de l'ériger en chef-lieu de daïra a confirmé cette prééminence. En 2015, elle a été érigée en chef-lieu de wilaya déléguée. En 2019, le gouvernement a annoncé la promotion des wilayas déléguées du Sud, en dix nouvelles wilayas.

## Populations

### Démographie
Selon le recensement général de la population et de l'habitat de 2008, la population de la commune de Timimoun est évaluée à 33 060 habitants contre 28 595 habitants en 1998, dont 22 086 habitants dans l'agglomération chef-lieu. Les agglomérations secondaires et les petits ksour ont perdu de la population entre 1998 et 2008.
La population de Timimoun a sextuplé au cours des cinquante dernières années, elle était 3 000 habitants en 1954. L’agglomération a connu une croissance démographique importante de 1966 à 1987. La croissance annuelle moyenne est passée de 4,3 % pour la décennie 66-77 à 5,3 % pour la suivante. Le taux d’accroissement a diminué au cours des vingt dernières années.

### Société

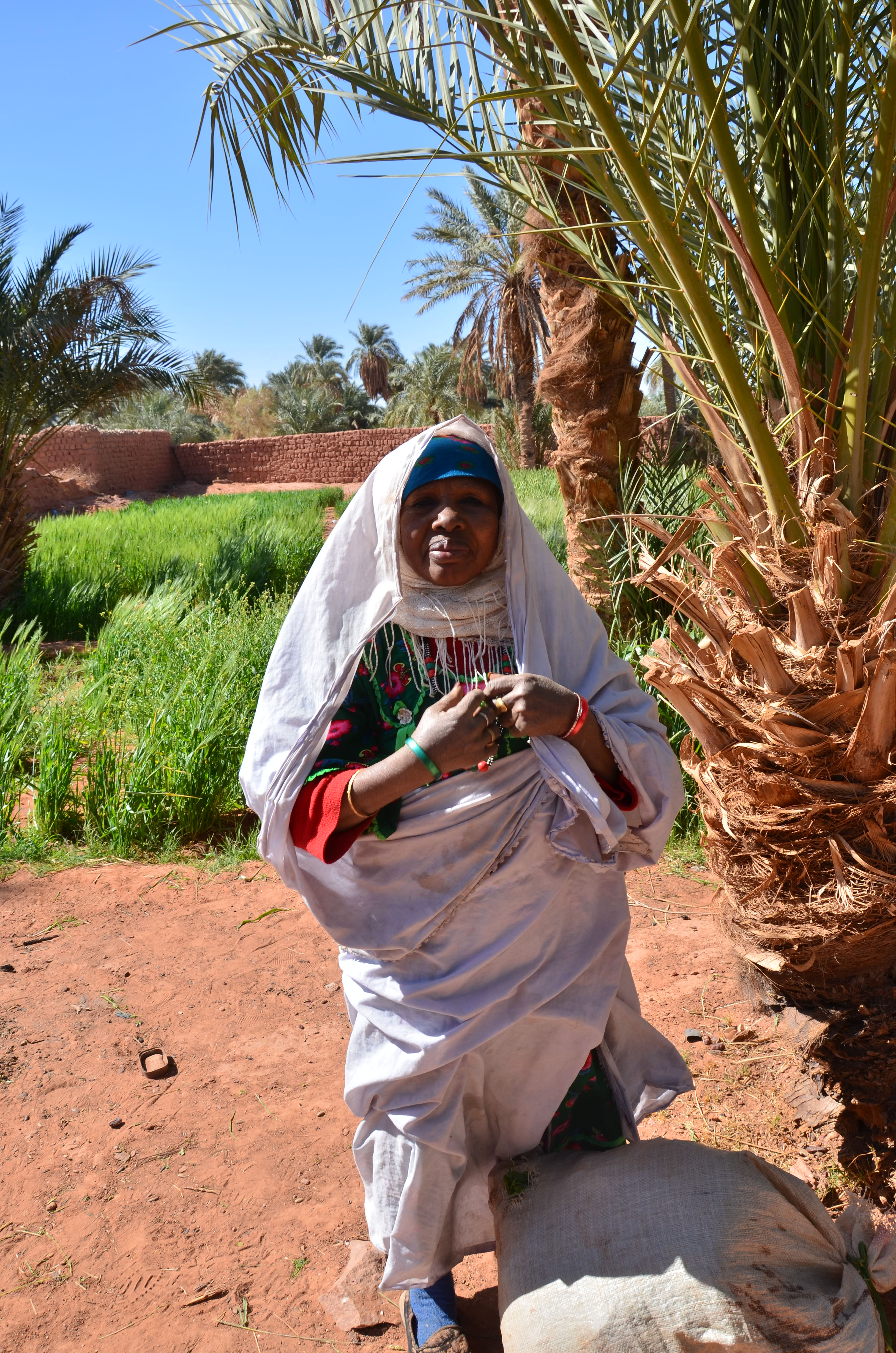
Cultivatrice à Timimoun.

La région de Gourara, est caractérisée par une coexistence de différentes communautés linguistiques et culturelles. La ville moderne de Timimoun est arabophone, tandis que l'ancien ksar est habité par des Zénètes berbérophones. Le village « arabe » datant de la période coloniale, fut dès son origine peuplé par des « Étrangers» au pays : Chorfa de Metlili, militaires (principalement des méharistes Châamba du Grand Erg occidental), habitants de l'Ouest oranais.
Dans la société traditionnelle de Gourara, certaines communautés occupent des positions dominantes par rapport à d'autres. Les Chorfas sont considérés comme la communauté la plus puissante, tandis que les Mourabitoune sont propriétaires de vergers et de domaines. Les Arabes et les Zénètes, quant à eux, sont principalement impliqués dans le commerce et le pastoralisme. Les Haratins, en revanche, sont considérés comme une main-d'œuvre servile et vassale, principalement occupée à des tâches de force telles que l'entretien des jardins.
Les premiers habitants des oasis de Gourara étaient vraisemblablement des populations noires, qui ont progressivement été soumises à la domination de populations berbères Zénètes sédentarisées à partir des IVe et Ve siècles. En parallèle à cette population berbère, il y avait également une population juive. À partir du XIIe siècle, des populations arabes s'installent dans les oasis. Plus récemment, des populations nomades issues de l'oued Righ, du pays Châamba et des zones steppiques algéro-oranaises, ainsi que des réfugiés du nord maghrébin, se sont installées dans le Gourara. Leur arrivée a modifié la structure sociale de dominance Zénète existante.
Après l'indépendance, la société gourari est en voie d'uniformisation, le travail sur les chantiers, les emplois de bureau, l'émigration ont favorisé l'égalité ; mais dans cette course à l'emploi salarié, les Haratin ont été les plus ardents, certains ont acquis de solides postes dans l'Administration, les Sociétés pétrolières; la catégorie même est en voie d'extinction. L’agglomération de Timimoun a connu des mutations des hiérarchies sociales, l’ouverture et le développement du salariat et la réduction du travail agricole.

## Urbanisme

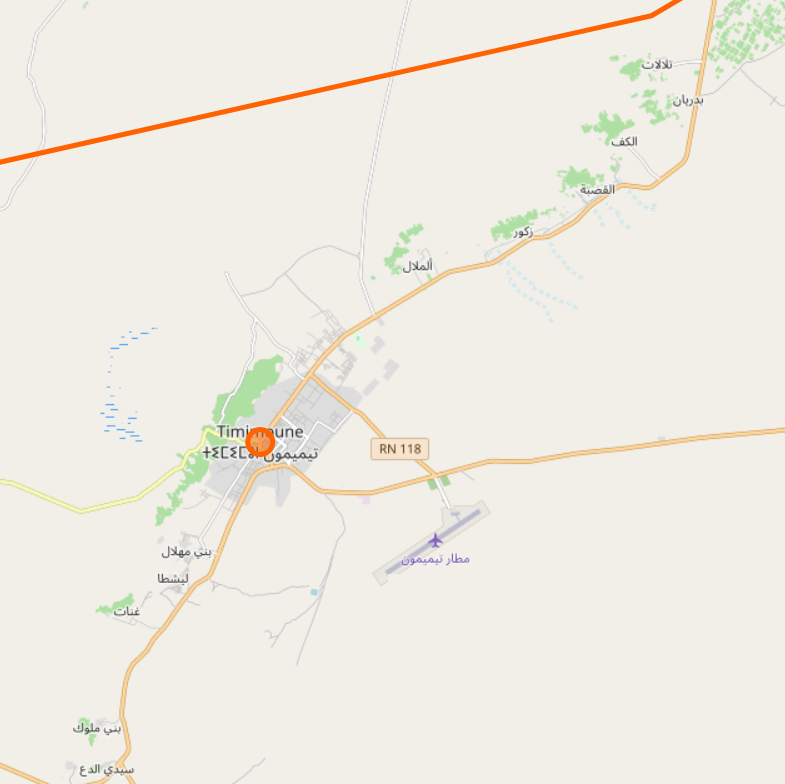
Plan de la ville de Timimoun et localités voisines dans la commune.

L'agglomération de Timimoun présente deux types de morphologies urbaines distinctes. La partie est de la ville est caractérisée par des habitations modernes construites durant la période coloniale et qui ont été poursuivies de manière importante après l’indépendance. La partie ouest, quant à elle, est formée par l'ancien ksar, de forme carrée. Ces deux parties historiques de l’agglomération sont séparées par l’axe central de la ville qui est un lieu constant d’animation et de circulation où les restaurants côtoient les bâtiments administratifs, les hôtels et toute sorte de petits commerces. De plus, la palmeraie s’étend vers l’ouest, en gagnant la sebkha.
Timimoun a connu une urbanisation rapide depuis les années 1950, passant d'une petite bourgade saharienne à une agglomération urbaine à part entière, suivant un processus généralisé au Sahara algérien. L’extension urbaine s'est faite de part et d’autre des principaux axes routiers suivant une trame orthogonale développée à partir des années 1920. Cependant, la plus grande part de l’urbanisation visible aujourd’hui est due aux extensions réalisées après l'indépendance. Le dynamisme urbain se déplace vers la périphérie dans la mesure où de nouveaux quartiers s'édifient en couronne autour du Village, mêlés à ces bâtiments administratifs.
Timimoun avait un mode d’organisation classique de l’oasis composée du ksar, de la palmeraie et de la foggara. L'oasis de Timunon a connu de nombreuses mutations urbaines depuis les années 1950. La dominante rurale de l’oasis s’est progressivement réduite au profit de nouvelles activités économiques. La promotion administrative s’est traduit par un afflux démographique important et une extension spatiale éclatée le long des axes routiers menant vers Adrar, Béchar, à El Menia ou encore reliant les ksour qui ceinturent la sebkha. La partie récente de l’agglomération a concentré progressivement les principaux équipements. Cependant, le ksar conserve une vitalité sociale et économique, tout autant qu’une valeur symbolique importante. C'est aussi celui où l'on se rend à l'occasion des grandes fêtes pour y écouter les ahellil. Le ksar connaît une extension et des mutations, notamment une modification interne des maisons.
Le ksar s’est en partie recomposé sur lui-même. À la différence de nombreux ksour algériens, le ksar de Timimoun est toujours vivant, habité et pratiqué. Les maisons traditionnelles sont implantées de manière serrée et contigüe, séparées par des ruelles étroites qui se terminent souvent en impasses ou débouchent sur des places, Rahba, lieu de rencontre et de sociabilité pour les habitants du ksar. La palmeraie représente toujours une composante essentielle de l'oasis de Timimoun, elle est actuellement confrontée au rabattement de la nappe phréatique et à l’extension de la sebkha.

## Santé
L'hôpital Mohamed Hachemi de Timimoun est une structure sanitaire, sise dans la commune de Timimoun, qui dépend du centre hospitalier universitaire d'Oran, et qui relève de la Direction de la Santé et de la Population (DSP) de la wilaya de Timimoun.

## Culture et patrimoine

### Patrimoine

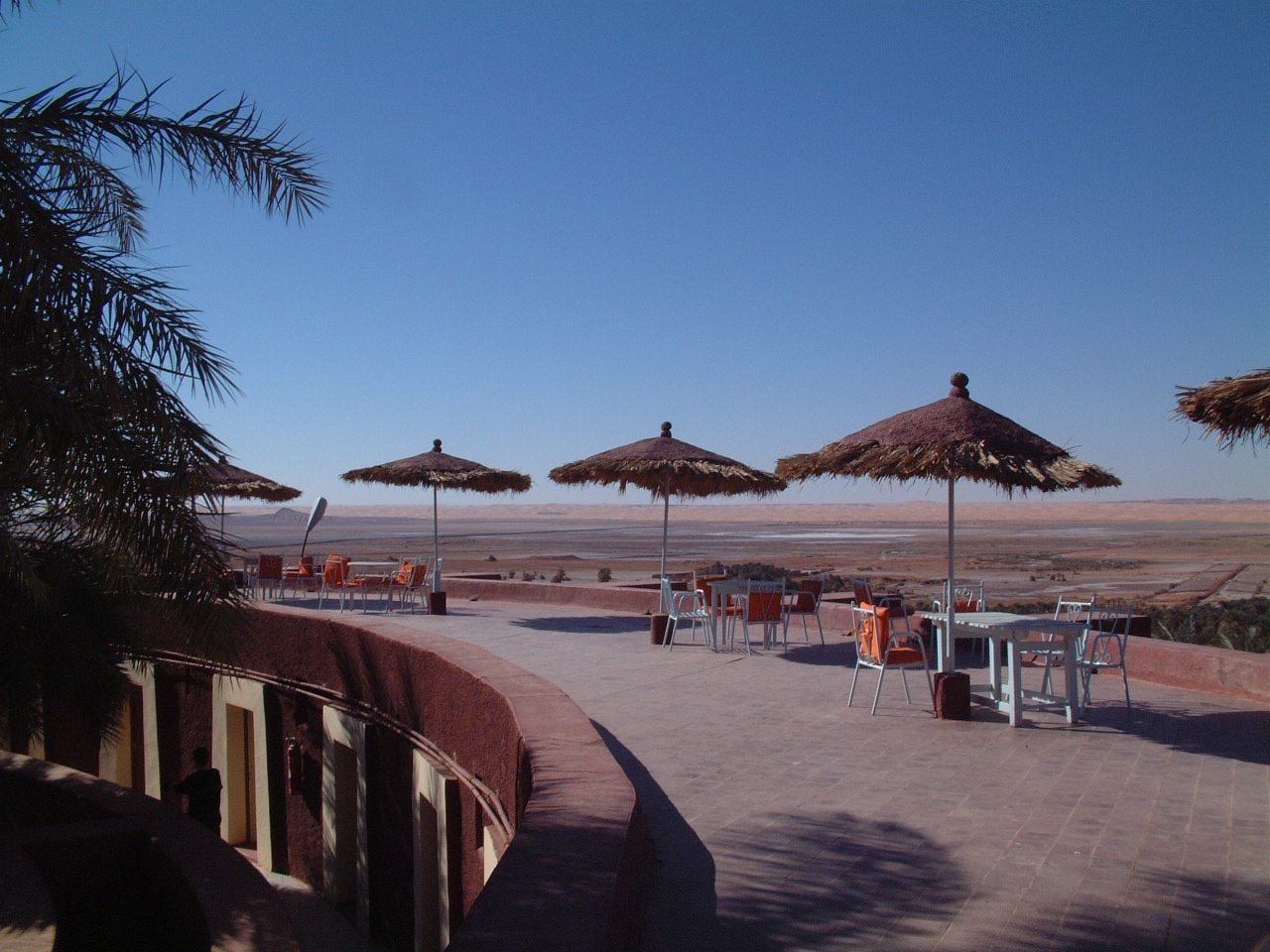
Les terrasses de l'hôtel Gourara de Timimoun

Timimoun est surnommée « l'oasis rouge », connue pour sa couleur ocre, due à l'utilisation de l'argile dans la construction de ses bâtiments. Elle est également réputée pour ses palmiers et sa palmeraie, qui entrent dans la composition de ses bâtiments avec l'utilisation de la paille et du tronc de palmier.
La ville abrite un vieux ksar, enfermé dans ses murailles. Au contact du ksar, une ville moderne présente une forte animation, et quelques monuments de style « soudanais » comme la porte du Soudan et l'hôtel de l'Oasis Rouge. Timimoun fait partie des « villes rouges » de la région avec Adrar et In Salah, qui sont toutes construites d'argile et dans le même style architectural.
L’architecture des maisons, néo-soudanaise, date du début du xxe siècle. Elles sont décorées d’inscriptions à la chaux. La grande rue de Timimoun est longue d’une centaine de mètres. On y voit des portiques de style soudanais, un petit kiosque, un chameau d’argile servant de fontaine.
L'hôtel Gourara, construit en 1976 par l'architecte français Fernand Pouillon, est le plus important de la ville et se situe en lisière de celle-ci, au-dessus de l'oasis.

### Culture

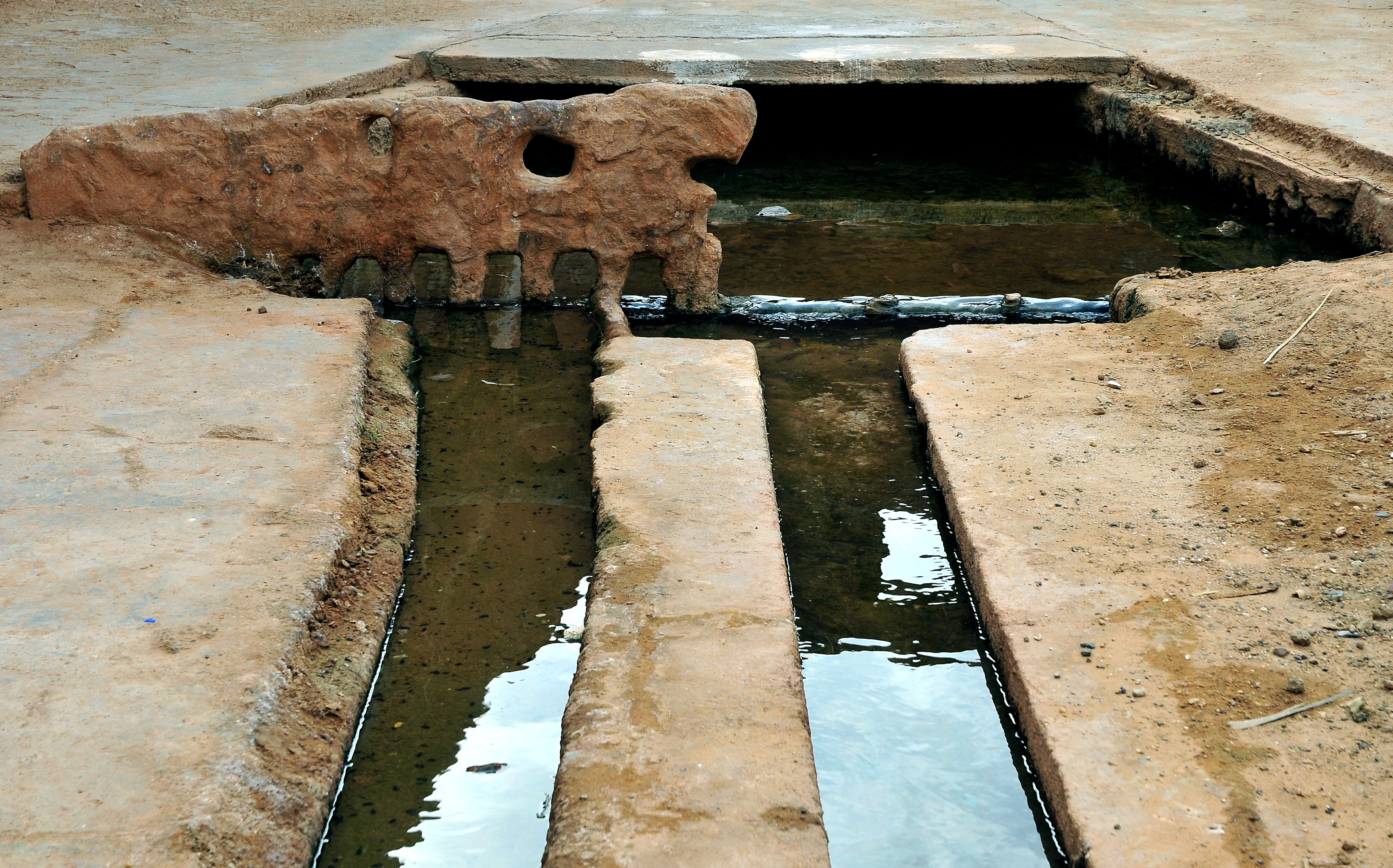
Fougara à Timimoun.

Le patrimoine culturel immatériel tient une place importante à Timimoun. Dans l’esprit des habitants, Timimoun désigne le plus souvent le groupe d’oasis qui vont de Massine au nord à Béni Mehlal au sud, soit une douzaine de ksour. C’est à ce titre que les noms de plusieurs saints lui sont associés, dont deux des plus importants de la région : Sîdî ‘Uthmân et Sîdî Mûsâ, un saint local et un saint régional. Sîdî ‘Uthmân, est associée l’histoire de la plus grande et de la plus vieille foggara de Timimoun, est considéré comme le premier saint patron du ksar. Sîdî Mûsâ est considéré comme le saint co-patron de Timimoun.
Timimoun organise chaque année, le septième jour après l’anniversaire du prophète le Sbuâ. Cette fête dure sept jours et sept nuits. Au bout des sept jours de fête, les différentes zaouïas, ou confréries, se réunissent, précédées de leur drapeau, à El-Hafra près du mausolée de Sidi El-Hadj Belkacem. Cette fête religieuse est inscrite au patrimoine culturel immatériel de l'humanité depuis 2015.
Timimoun organise également au printemps la fête du Gourara. Il existe aussi de nombreux rites ancestraux pratiqués tel que le rituel de la fécondation du palmier dattier ou encore le cérémonial du thé à la menthe.

### Musique

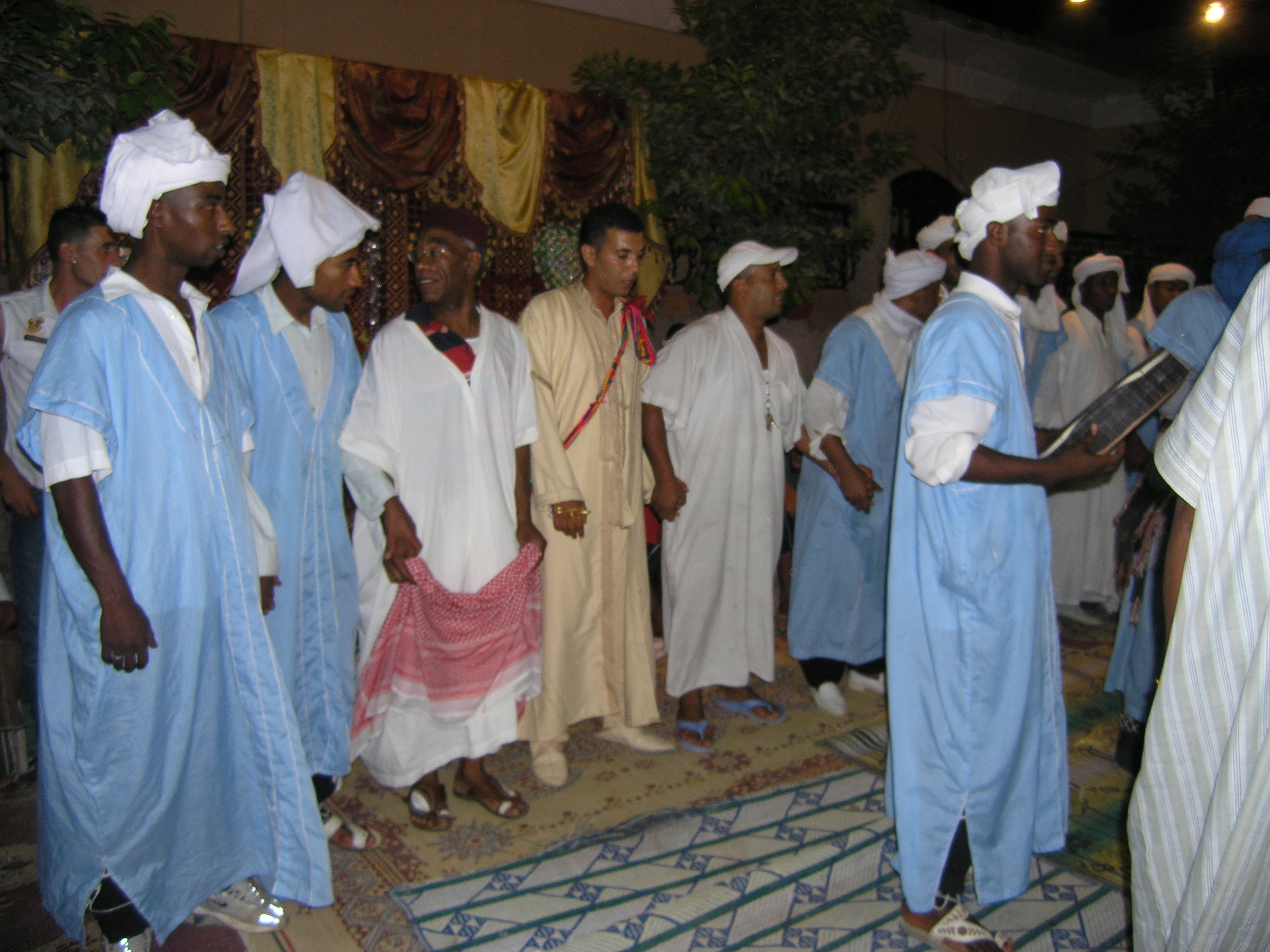
Groupe de musiciens de la région lors de la célébration d'un mariage dans l'Oranie.

La musique du Gourara reflète la diversité de la population, ainsi le karkabou est d'influence soudanaise, l'ahellil est le chant des Zénètes, cette musique a été inscrite en 2008 sur la liste représentative du patrimoine culturel immatériel de l'humanité.
Il existe également les chants de chaulage, ces chants sont interprétés par la communauté et les descendants du saint lors du chaulage du sanctuaire. Pendant cette cérémonie seront interprétées par l’ensemble : bismi llah, bismi llah, alafdhâyal allah dâyam bismi llah. Pendant tout le chaulage, le Coran est lu par un autre groupe. Le chaulage se termine par une distribution de dattes et de pain et parfois du couscous.

### Artisanat
L'artisanat local est principalement représenté par des tentures brodées et des tapis rouges et verts agrémentés de symboles zénètes. Mais c’est surtout le travail du cuir qui est important : chaussures et bottes, babouches multicolores, sacs, ceintures et selles de chevaux et de chameaux, des housses de coussins et des fourreaux. En outre, il existe une variété de produits artisanaux en laine, poterie, coton, fibre de palmier, bois, sable, vannerie et poils de bêtes. Chaque Ksar est spécialisé dans la fabrication d'un ou deux produits artisanaux en particulier.

Tapis de Timimoun
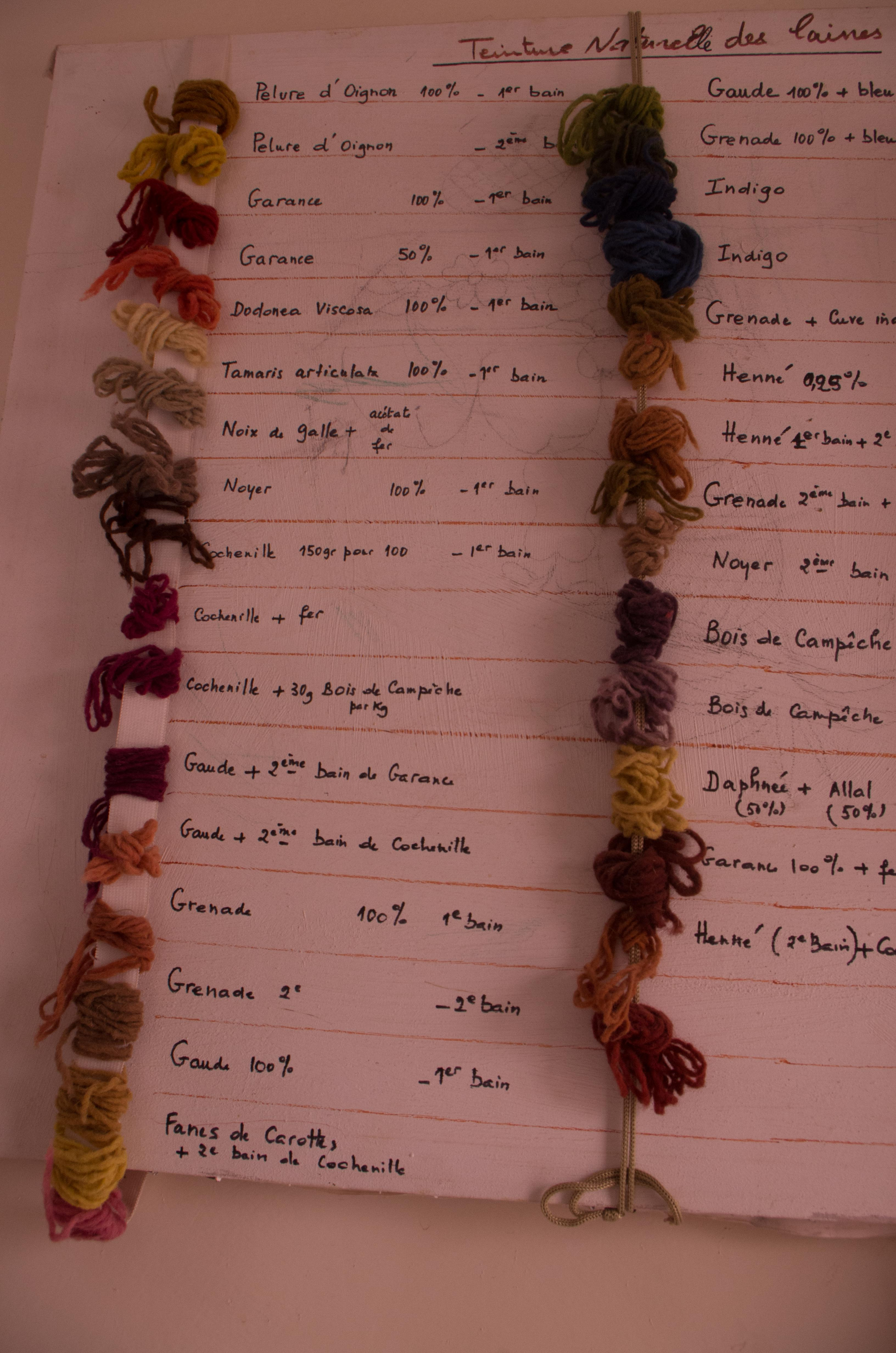
Colorants naturels
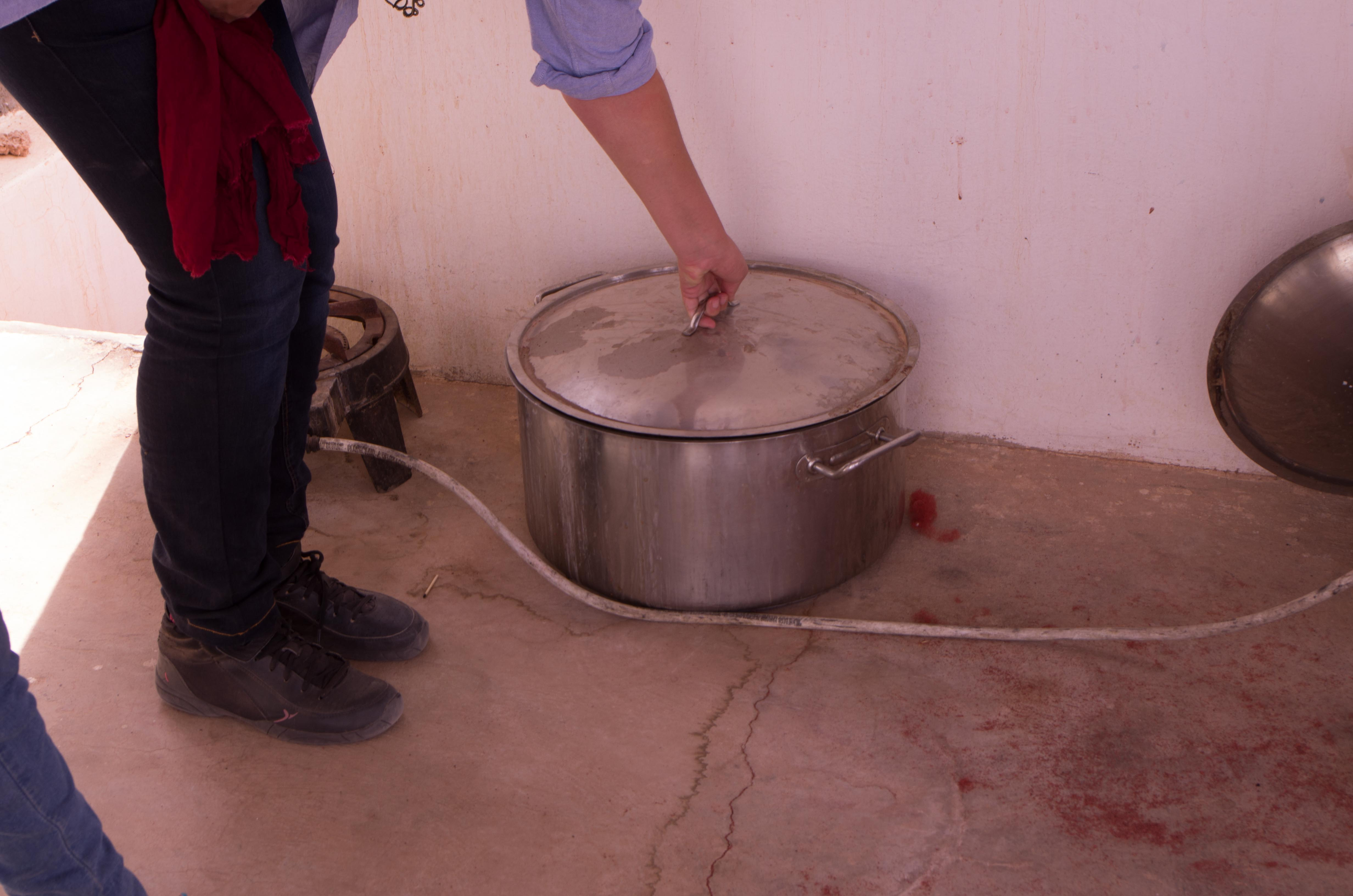
Cuisson de la laine avec les colorants
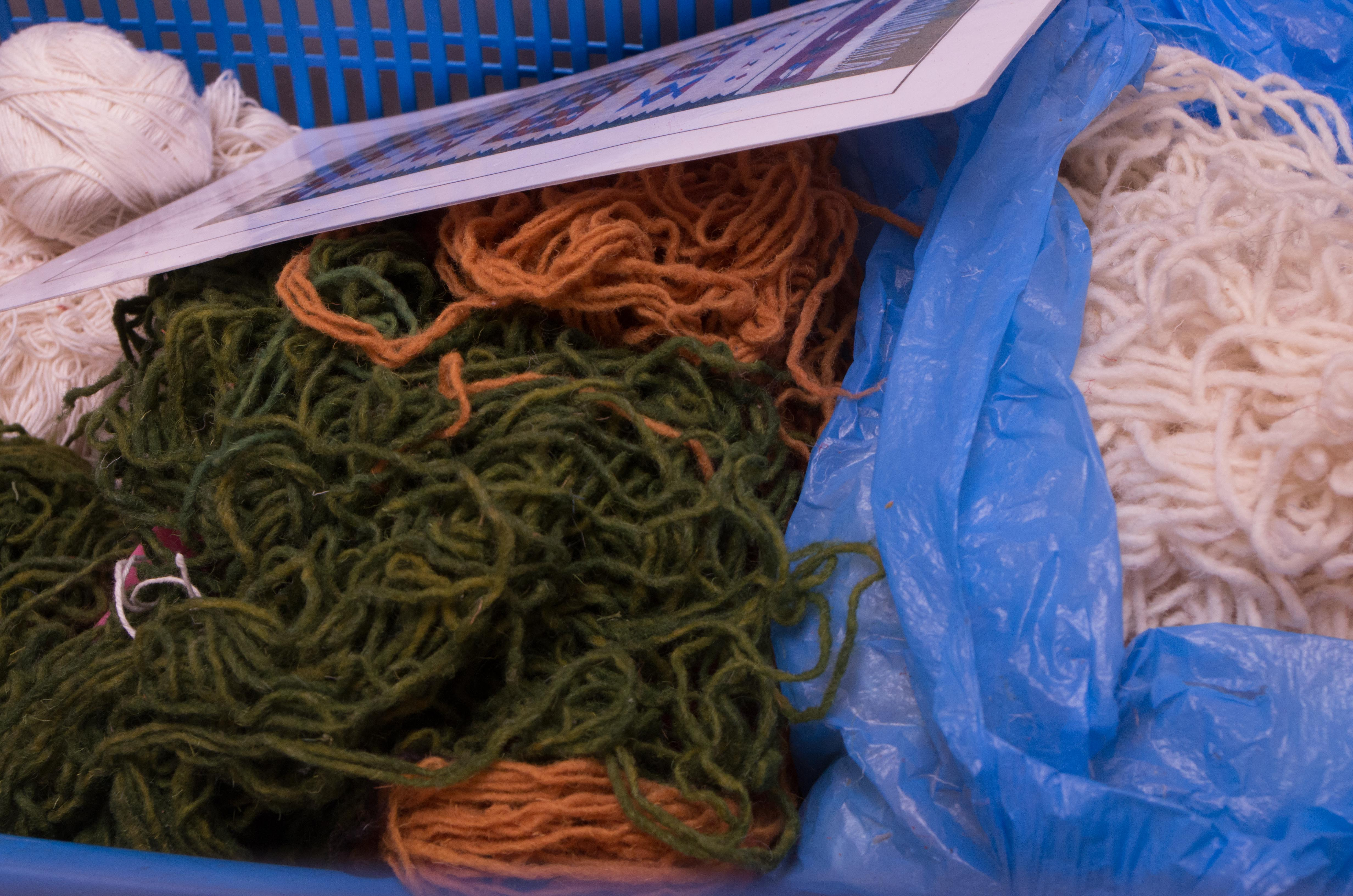
Laine teinte
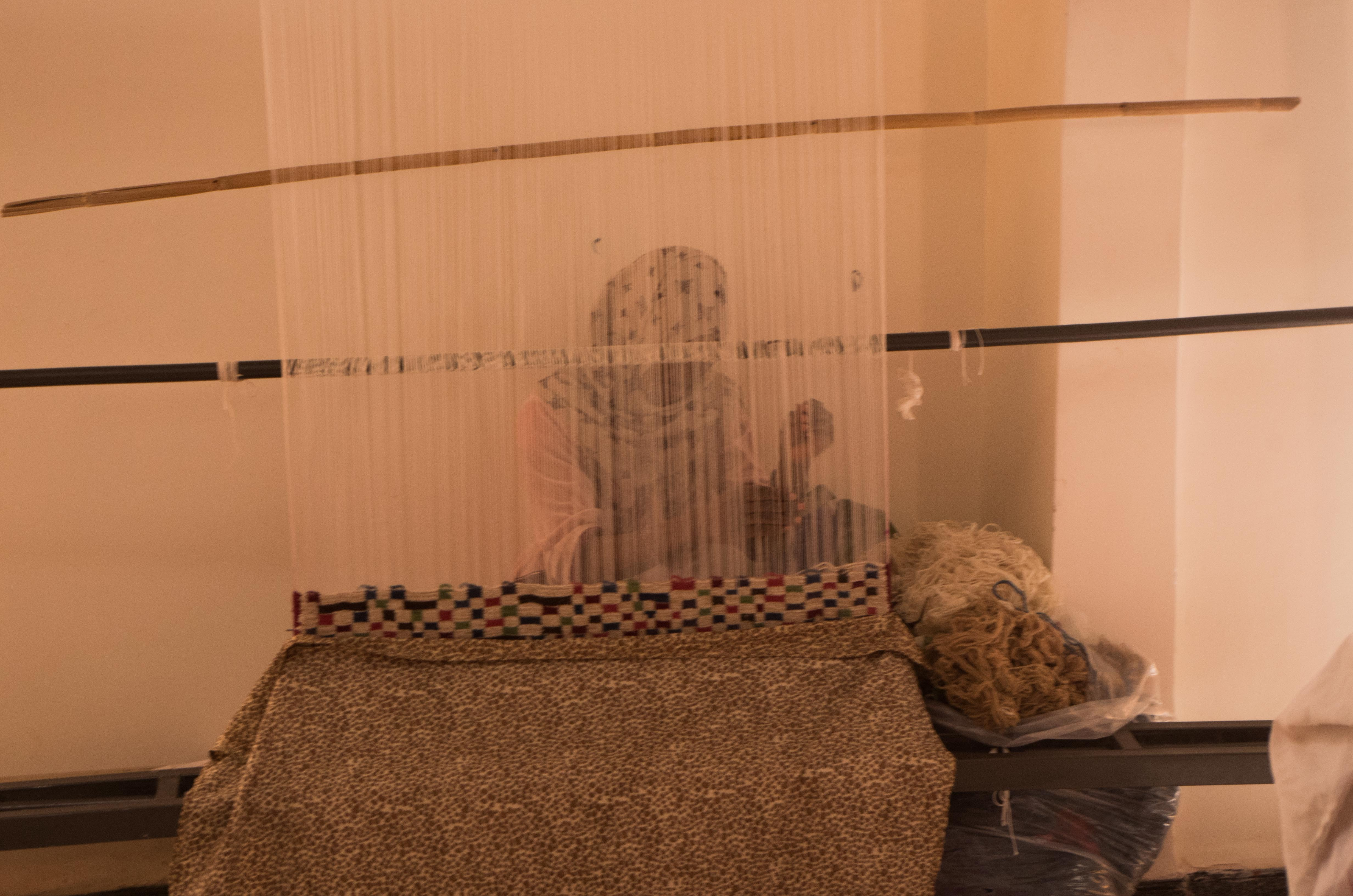
Tisserande au travail
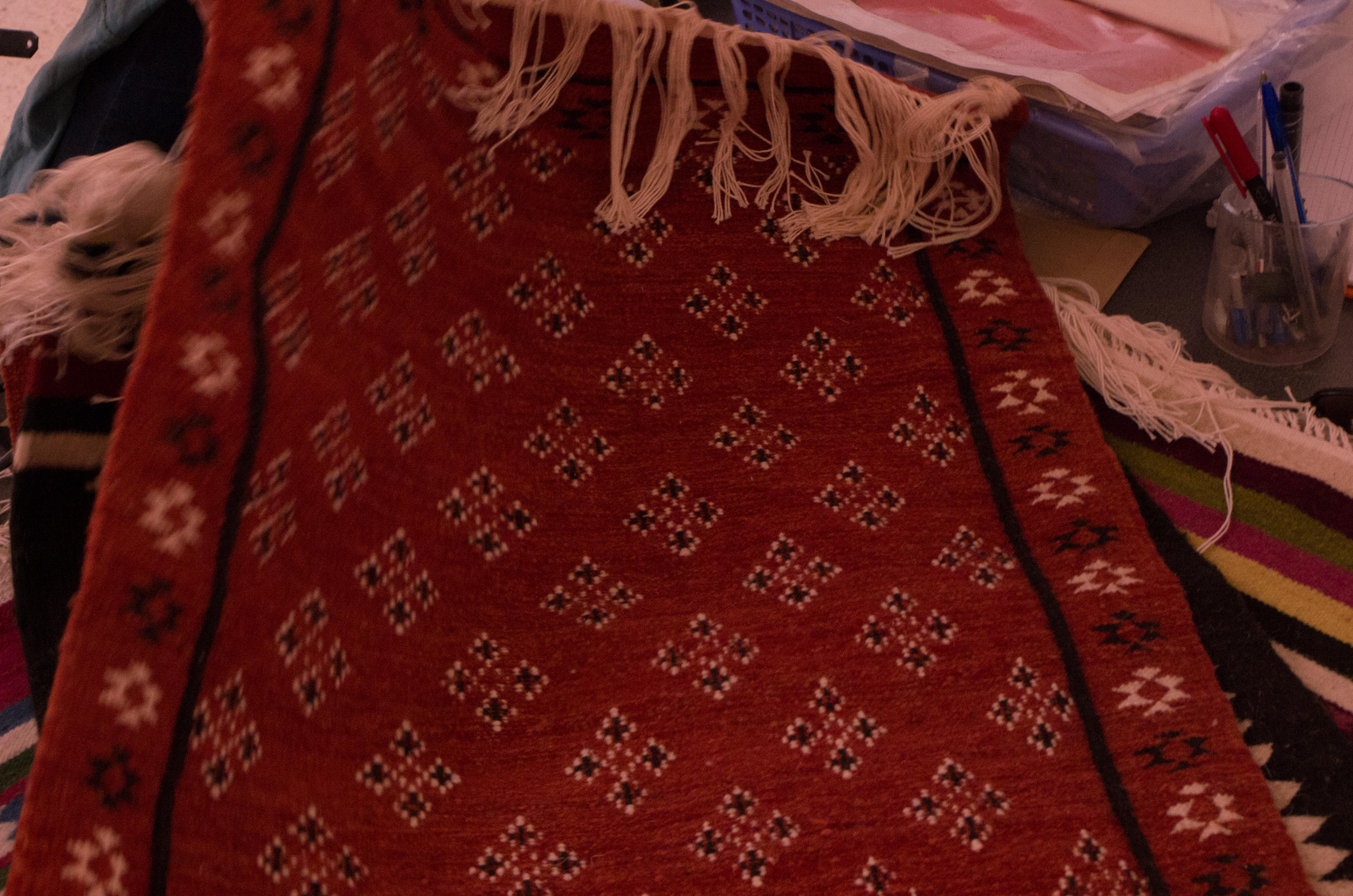
Tapis achevé